# Windows NT
El Windows NT va esser el primer sistema operatiu de Microsoft en utilitzar un nucli micro-kernel. Com a tal, també va ésser el primer multi tasca. Va sortir en versió comercial a mitjans del 1993. Existien les versions 3.1, 3.5, 3.51 i 4.0. Va ser certificat per aplicacions d'alta seguretat, per tenir una entrada amb usuari i contasenya xifrats. Utilitzà per primera vegada la combinació de tecles Ctrl+Alt+Suprimir per veure el gestor de tasques. S'utilitzà sobretot en servidors. La seva tecnologia capdavantera comparada amb versions anteriors ha fet que es continuïn utilitzant els seus fonaments en totes les versions posteriors.

## Característiques de Windows NT
- Incorpora el sistema de fitxers NTFS.
- Multitasca, multiusuari i multiprocessador.
- Arquitectura de 32 bits.
- Compatible amb altres sistemes de xarxa.

## Desenvolupament
Quan va començar el desenvolupament el novembre de 1988, Windows NT (usant modus protegit) va ser conegut com a OS/2 3.0, la tercera versió del sistema operatiu desenvolupat en conjunt entre Microsoft i IBM. Addicionalment al treball de les tres versions d'OS/2, Microsoft va continuar desenvolupant paral·lelament un ambient Windows basat en DOS i amb menys demanda de recursos (usant modus real). Quan Windows 3.0 va sortir al mercat el Maig de 1990, va ser tan reeixit que Microsoft va decidir canviar l'API per l'encara no comercialitzat NT OS/2 (com era conegud) d'una API d'OS/2 a un API estesa de Windows. Aquesta decisió va causar tensió entre Microsoft i IBM, i la col·laboració es va acabar. IBM va continuar el desenvolupament d'OS/2 pel seu compte, mentre Microsoft va continuar treballant en el nou anomenat Windows NT.
Microsoft va contractar un grup de desenvolupadors de Digital Equipment Corporation liderats per Dave Cutler per fer Windows NT, i incloure molts elements que reflecteixen l'experiència de DEC amb els VMS i RSX-11. El sistema operatiu va ser dissenyat per córrer en múltiples arquitectures, amb el kernel separat del maquinari per una capa d'abstracció. Les APIs van ser implementades com a subsistemes per sobre de la indocumentada API nativa; això va permetre la futura adopció de l'API de Windows. Originalment va ser dissenyat un microkernel, subseqüents versions han integrat més funcions per millorar el rendiment del kernel. Windows NT va ser el primer sistema operatiu en usar Unicode internament.

## Versions
| Versió  | Nom comercial          | Edicions | Data de comercialització                                        | Compilació               |
| ------- | ---------------------- | --- | --------------------------------------------------------------- | ------------------------ |
| NT 3.1  | Windows NT 3.1         | Workstation (anomenada simplement Windows NT), Advanced Server                                                            | 27 de juliol 1993                                               | 528                      |
| NT 3.5  | Windows NT 3.5         | Workstation, Server | 21 de setembre 1994                                             | 807                      |
| NT 3.51 | Windows NT 3.51        | Workstation, Server | 30 de maig 1995                                                 | 1057                     |
| NT 4.0  | Windows NT 4.0         | Workstation, Server, Server Enterprise Edition, Terminal Server, Embedded                                                 | 29 de juliol 1996                                               | 1381                     |
| NT 5.0  | Windows 2000           | Professional, Server, Advanced Server, Datacenter Server                                                                  | 17 de febrer 2000                                               | 2195                     |
| NT 5.1  | Windows XP             | Home, Professional, Media Center (original, 2003, 2004 i 2005), Tablet PC (original i 2005), Starter, Embedded, N Edition | 25 d'octubre 2001                                               | 2600                     |
| NT 5.2  | Windows Server 2003    | Standard, Enterprise, Datacenter, Web, Storage, Small Business Server, Compute Cluster                                    | 24 d'abril de 2003                                              | 3790                     |
| NT 5.2  | Windows XP             | Professional x64 Edition                                                                                                  | 25 d'abril de 2005                                              | 3790                     |
| NT 5.2  | Windows Home Server    | N/A | 16 de juliol de 2007                                            | 3790                     |
| NT 6.0  | Windows Vista          | Home Basic, Home Premium, Business, Enterprise, Ultimate, Home Basic N, Business N                                        | Negocis: 30 de novembre de 2006 Consumidor: 30 de gener de 2007 | 6000 6001(SP1) 6002(SP2) |
| NT 6.0  | Windows Server 2008    | Foundation, Standard, Enterprise, Datacenter, Web Server, HPC Server, Itanium-Based Systems                               | 27 de febrer de 2008                                            | 6001 6002(SP2)           |
| NT 6.1  | Windows 7              | Starter, Home Basic, Home Premium, Professional, Enterprise, Ultimate,                                                    | 22 d'octubre de 2009                                            | 7600                     |
| NT 6.1  | Windows Server 2008 R2 | Foundation, Standard, Enterprise, Datacenter, Web Server, HPC Server, Itanium-Based Systems                               | 22 d'octubre de 2009                                            | 7600                     |
| NT 6.3  | Windows 8.1            | |                                                                 |                          |
| NT 6.3  | Windows Server 2012 R2 | |                                                                 |                          |

### Requisits mínims
| Versió NT           | CPU                  | RAM    | Espai lliure |
| ------------------- | -------------------- | ------ | ------------ |
| NT 3.51 Workstation | 386 or 486/25 MHz    | 12 MB  | 90 MB        |
| NT 4.0 Workstation  | 486, 33 MHz          | 12 MB  | 124 MB       |
| 2000 Professional   | Pentium, 133 MHz     | 32 MB  | 650 MB       |
| XP                  | Pentium, 233 MHz     | 64 MB  | 1.5 GB       |
| Vista               | Pentium III, 800 MHz | 512 MB | 15 GB        |
| 7                   | Pentium III, 1 GHz   | 1 GB   | 16 GB        |